# Chiesa clandestina

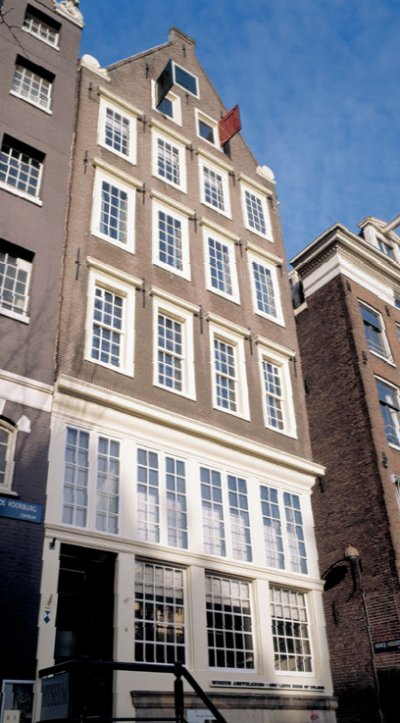
Ons' Lieve Heer op Solder è una chiesa domestica che si trova negli ultimi tre piani di questa casa di Amsterdam

Una chiesa clandestina era un luogo di culto utilizzato dalle minoranze religiose nell'Europa protestante durante il XVII secolo quando le fedi minoritarie erano proibite ma tollerate se si svolgevano in modo discreto e all'interno di spazi privati.
Le chiese clandestine erano spesso dissimulate all'interno di architetture laiche, come case private, e non mostravano una facciata pubblica e costituirono un importante progresso nella tolleranza religiosa verso le minoranze cristiane ed ebree.
Sebbene le prime chiese clandestine fossero spazi improvvisati, nel XVII secolo alcune chiese, solitamente cattoliche, avevano interni barocchi riccamente decorati da artisti come Gerard van Honthorst, Abraham Bloemaert, Jan Miense Molenaer, Pieter de Grebber e Jan de Bray.
Nel 1781 Giuseppe II d'Austria emise una Patente di tolleranza istituendo una tolleranza legale nei confronti delle fedi minoritarie, consentendo "esercizi religiosi privati" all'interno di chiese clandestine, a condizione che non fossero costruiti campanili o ingressi pubblici sulla strada e che non venissero suonate campane. Lo Stadttempel di Vienna è un eccellente esempio di chiesa clandestina del tempo ed è completamente nascosto all'interno di un blocco di edifici residenziali.

## Tipi

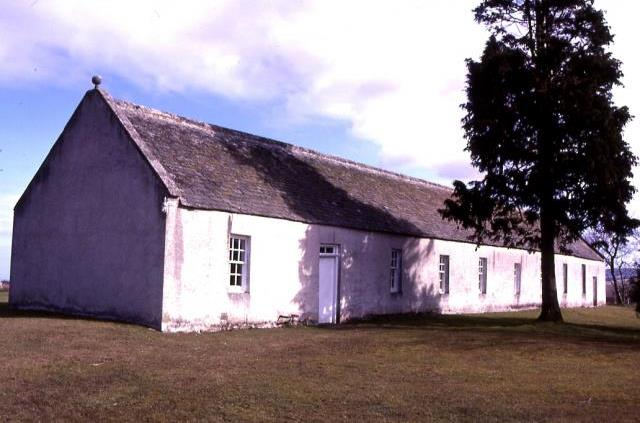
Chiesa di San Ninian, una chiesa cattolica clandestina costruita in modo da assomigliare ad un fienile

Nelle città le chiese clandestine si trovavano soprattutto nelle case e nei magazzini, mentre nelle campagne avevano generalmente l'aspetto di un capannone. Caratteristica comune era l'assenza di simboli esterni che le identificassero come chiese.
Esempi di chiese clandestine sono:
- la chiesa di San Ninian in Scozia, una tipica chiesa cattolica clandestina rurale che assomiglia ad un fienile lungo e basso;
- la Vrijburg di Amsterdam, una chiesa clandestina urbana indipendente, costruita al centro dell'isolato e completamente circondata da case su tutti e quattro i lati, in modo da non esser visibile da alcuna strada pubblica;
- la Ons' Lieve Heer op Solder di Amsterdam, una chiesa cattolica domestica, oggi adibita a museo.